# Michael McCusker
Michael Allen McCusker (* 23. Juni 1966) ist ein US-amerikanischer Filmeditor.

## Leben
Bereits während seiner Zeit an der New Canaan High School schrieb und produzierte Michael McCusker Filme,  sodass er sein Studium am Emerson College 1988 mit einem Bachelor in Filmtheorie und -produktion abschloss. Anschließend zog er nach Hollywood, wo er anfangs als Produktionsassistent, unter anderem bei der Zeichentrickserie Die Simpsons arbeitete. Er begann sich für den Filmschnitt zu interessieren und assistierte erstmals bei der Fernsehserie Planet Rules, bevor er der Motion Picture Editors Guild beitrat und eine langjährige Zusammenarbeit mit David Brenner begann. Er assistierte Brenner unter anderem bei Independence Day, Identität und The Day After Tomorrow.
Als der Regisseur James Mangold Brenner anfragte, ob er auch seinen neuesten Film schneiden könnte, war dieser nicht verfügbar, sodass McCusker die Möglichkeit bekam, seinen ersten eigenen Filmschnitt zu leiten. Mit Walk the Line wurde er auch mit einer Oscarnominierung für den Besten Schnitt bedacht. Eine zweite Nominierung erfolgte 2020 für die Arbeit an Le Mans 66 – Gegen jede Chance, gemeinsam mit Andrew Buckland. Bei Oscarverleihung 2020 gewannen sie diesen Preis auch. 2019 erhielten die beiden einen Satellite Award.

## Filmografie (Auswahl)
- 1990–1991: Die Simpsons (The Simpsons, Fernsehserie, 26 Episoden, Produktionsassistenz)
- 1995: Planet Rules (Fernsehserie, unbekannte Anzahl an Folgen)
- 1996: Independence Day (Schnittassistenz)
- 2003: Identität (Identity, Schnittassistenz)
- 2004: The Day After Tomorrow (Schnittassistenz)
- 2005: Walk the Line
- 2006: Walkout – Aufstand in L.A. (Walkout)
- 2007: Todeszug nach Yuma (3:10 to Yuma)
- 2008: Australia
- 2010: Hesher – Der Rebell (Hesher)
- 2010: Knight and Day
- 2012: The Amazing Spider-Man
- 2013: Wolverine: Weg des Kriegers (The Wolverine)
- 2014: Get on Up
- 2016: 13 Hours: The Secret Soldiers of Benghazi
- 2016: Girl on the Train (The Girl on the Train)
- 2017: Logan – The Wolverine (Logan)
- 2017: Greatest Showman (The Greatest Showman)
- 2018: Deadpool 2
- 2019: Le Mans 66 – Gegen jede Chance (Ford v. Ferrari)
- 2020: Unhinged – Außer Kontrolle (Unhinged)
- 2023: Indiana Jones und das Rad des Schicksals (Indiana Jones and the Dial of Destiny)

## Nominierungen (Auswahl)
Oscar
- 2006: Nominierung für den Besten Schnitt mit Walk the Line
- 2020: Auszeichnung für den Besten Schnitt mit Le Mans 66 – Gegen jede Chance